# Croix du cimetière de Branne
La croix de cimetière de Branne est une croix hosannière située au centre du nouveau cimetière communal de Branne dans la Gironde.

## Historique

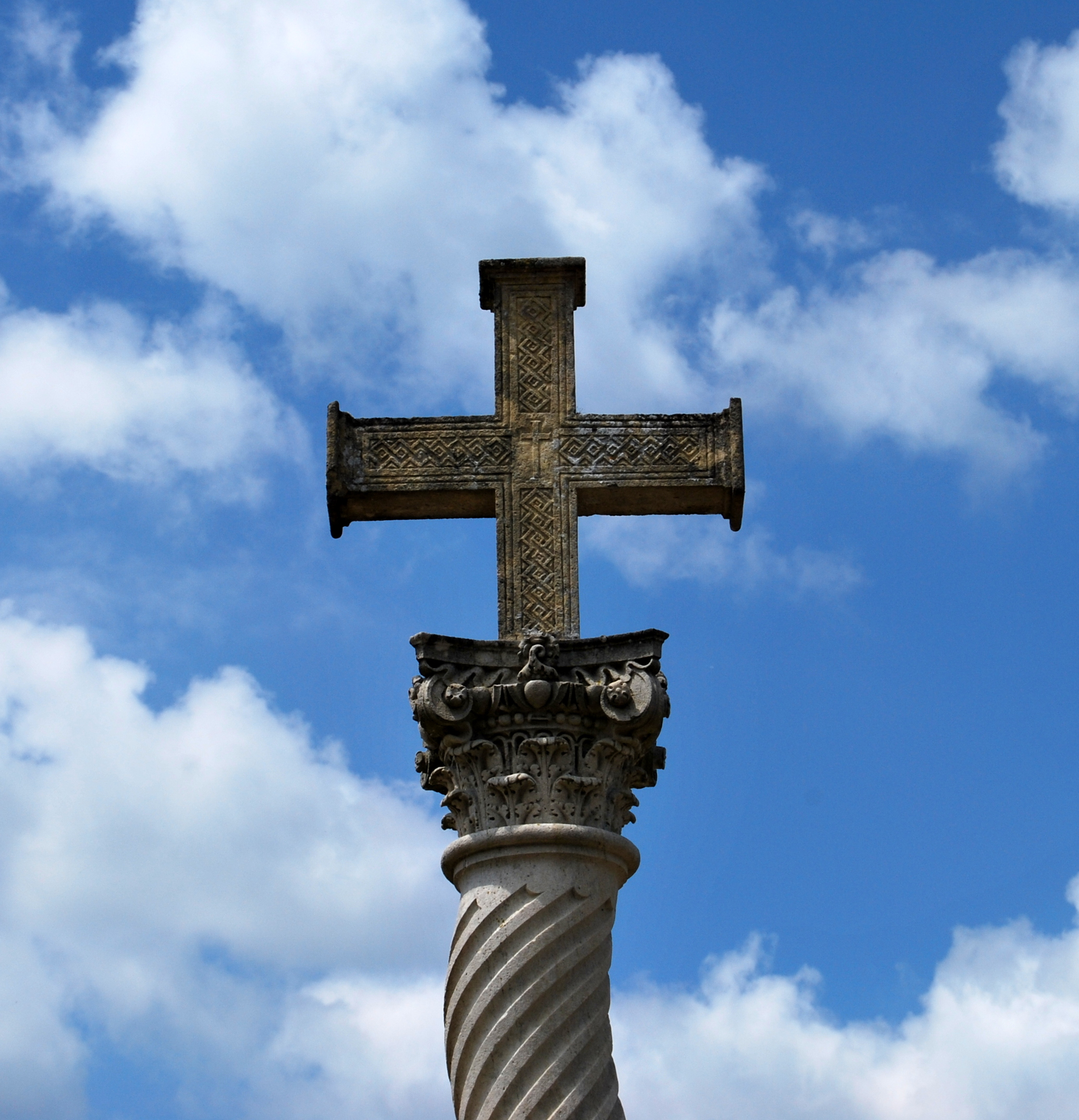

C'est à partir du XVe siècle qu'apparaissent les croix de cimetière. Lorsqu'elles sont placées au centre d'un cimetière on dit qu'elles sont des croix hosannières (on y chante la prière Hosanna lors de la bénédiction des rameaux). Le plus souvent elles sont construites par des maîtres maçons plutôt que de réels sculpteurs. Elles correspondent à des dons de riches seigneurs. Les croix de cimetière mettaient en lumière le saint patron de la paroisse, puisqu'une représentation de ce saint occupait habituellement un des côtés de la croix sommitale.
La croix de Branne date du XVIIe siècle. Elle est peut-être un cadeau des seigneurs de Saint-Jean-de-Blaignac. Autrefois la croix était à côté de l'église romane dans l'ancien cimetière.
Elle se présente sous la forme d'une colonne torse cannelée qui émerge d'une couronne de feuillages sur une base moulurée de trois tores et deux scoties. La colonne est couronnée d'un chapiteau de style corinthien qui porte une croix pattée. Les bras de la croix sont ornés de disques côté ouest et de carrés côté est.

La croix fait l’objet d’un classement au titre des monuments historiques depuis le 18 juillet 1973.